# Невпряга, Николай Тимофеевич
Никола́й Тимофе́евич Невпря́га (25 декабря 1925, Новгородка — 21 мая 2018, Новомосковск) — Герой Советского Союза, участник Великой Отечественной войны, командир отделения 1077-го стрелкового полка (316-я стрелковая дивизия, 46-я армия, 2-й Украинский фронт), красноармеец.

## Биография
Родился 25 декабря 1925 года в селе Новгородка, ныне посёлок городского типа в Кировоградской области (по другим данным родился в селе Красино Криворожского района Днепропетровской области), в семье крестьянина. Украинец. Член КПСС с 1956 года. Окончил 7 классов.
В Красной армии с мая 1944 года. В действующей армии с сентября 1944 года. Воевал на 2-м и 3-м Украинских фронтах. Особо отличился при форсировании реки Дунай и в боях за удержание плацдарма на её правом берегу.
Командир отделения 1077-го стрелкового полка 316-й стрелковой дивизии 46-й армии 2-го Украинского фронта красноармеец Невпряга в ночь на 5 декабря 1944 года, действуя в составе батальона капитана Моженко Ф. У., при форсировании реки в районе населённого пункта Тёкёль (15 километров южнее Будапешта, Венгрия) в числе первых достиг правого берега и ворвался во траншею противника.
Когда противник предпринял обстрел батальона из шестиствольных миномётов со стороны ближней дамбы, Невпряга в составе роты совершил стремительный бросок и участвовал в подавлении огневых точек и уничтожении расчётов миномётов.
В боях по удержанию плацдарма участвовал в отражении шестнадцати контратак, что способствовало удержанию захваченного плацдарма. Батальон за сутки боёв уничтожил свыше 550 солдат и офицеров вермахта, два шестиствольных миномёта, 5 станковых и 12 ручных пулемётов, 2 бронетранспортера и несколько танков.
Указом Президиума Верховного Совета СССР от 24 марта 1945 года за образцовое выполнение боевых заданий командования на фронте борьбы с немецкими захватчиками, проявленные при этом геройство и отвагу, красноармейцу Невпряге Николаю Тимофеевичу присвоено звание Героя Советского Союза с вручением ордена Ленина и медали «Золотая Звезда» (№ 4879).
После войны старшина Невпряга демобилизован. Жил и работал в городе Новомосковске Днепропетровской области Украины. Избирался депутатом Новомосковского городского совета, четырежды — членом исполкома горсовета. Возглавлял Новомосковскую городскую организацию ветеранов.
Умер 21 мая 2018 года в Новомосковске.

## Награды
- Медаль «Золотая Звезда» Героя Советского Союза (№ 4879);
- Орден Ленина;
- Орден Отечественной войны 1-й степени;
- медаль «За отвагу»;
- медаль «За боевые заслуги»;
- медаль «За победу над Германией в Великой Отечественной войне 1941—1945 гг.»;
- юбилейная медаль «Двадцать лет Победы в Великой Отечественной войне 1941—1945 гг.»;
- юбилейная медаль «Тридцать лет Победы в Великой Отечественной войне 1941—1945 гг.»;
- юбилейная медаль «Сорок лет Победы в Великой Отечественной войне 1941—1945 гг.»;
- медаль «За взятие Вены».

## Память
- Имя на Стеле Героев в Кривом Роге.